# 台湾海峡通道

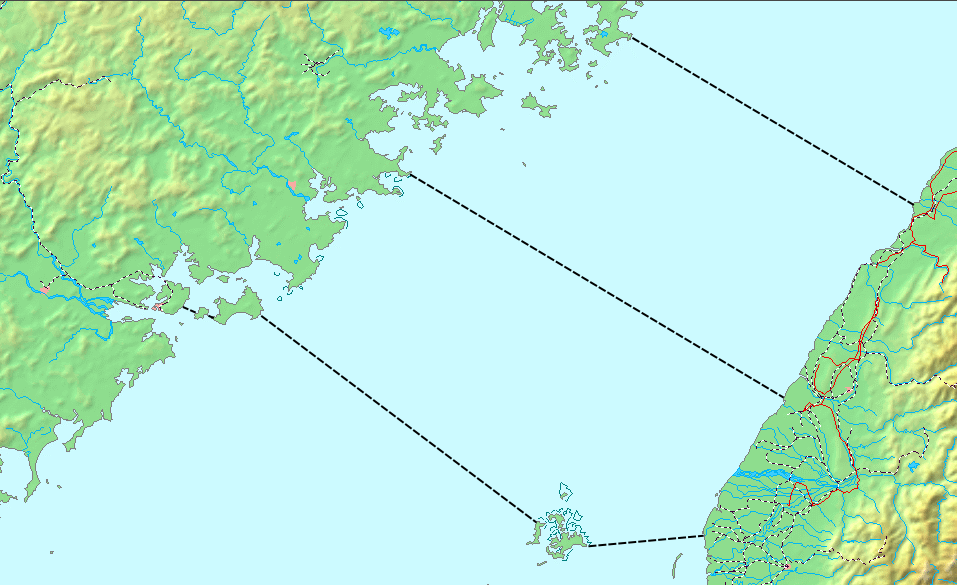
设想中的三条路线方案。

臺灣海峽隧道或臺湾海峡橋隧（英語：Taiwan Strait Tunnel Project）是一系列工程设想，計劃建造跨越臺灣海峽的橋隧系統，連結中國大陸東南沿海地區與臺灣本島。根據目前規劃，路線全長約125公里至150公里之間，並可能配合人工島、跨海大橋等等，單條路線估計造價4000億到5000億元人民幣。
即使排除政治因素之外，一般多半認為該工程施行難度也極大，因為頻繁出沒的強烈低氣壓活動及頻繁的地殼活動，但施工工程相關技術已經具備，並在港珠澳大橋建設中獲得實證，考慮目前即使竣工也得面對複雜度極高且花費甚高的保養維修問題，資金面預計由中國大陸全額保障，但根据2009年中国中央电视台报道，要完成台湾海峡隧道全部工程的造价可能加總高达1兆4400亿人民币（約2100億美元）。
在中国大陆，雖然已單方面完成相關評估並逕行列入實際規劃，目前並在福建平潭施作道路出口前往台灣，但因中華人民共和國政府對台灣並無實質統治權，目前政治條件下實現的可能性極低。所以僅停留在紙上計畫。

## 历史
早在20世纪40年代，一些学者就提出修建海峡通道的想法。1987年，张以诚、姜达权等几名学者向中央人民政府提交一份报告，建议在三峡工程之后，开展对臺湾海峡和琼州海峡隧道的论证，并得到鄧小平的批示。
1997年，清华大学的吴之明提出修建臺湾海峡隧道的构想。1998年，在厦门召开“臺湾海峡隧道学术论证研讨会”，有中国大陸、台灣、美国等国家和地区学者参加。此后工程论证开始提上日程。截至2008年，论证会议在国内已经召开6次，在新加坡和美国也召开过会议。
2004年12月，中华人民共和国国务院审议通过《国家高速公路网规划》，提出修建包括“北京－台北”在内的7条首都放射线。2008年《中长期铁路网规划》中福州至台湾的通道为“规划研究铁路”。
2013年6月，中华人民共和国国务院批准的《国家公路网规划（2013年-2030年）》中的规划方案包括一条122公里长的海底隧道（北线），连接福建平潭和臺湾新竹；另有一个南线用于G319。
2016年3月5日，中华人民共和国国务院公布「十三五」規劃綱要草案，第七篇第二十九章內容包含京台高速铁路。2016年7月13日国家发展改革委、交通运输部、中国铁路总公司印发《中长期铁路网规划》，提出构筑“八纵八横”高速铁路主通道，其中京港（台）通道规划支线为合肥～福州～台北高速铁路。
2017年中国工程院已完成北线隧道设计，2019年将完成可行性评估。规划中的福清至平潭高速公路中的海坛海峡隧道段被认为是北线臺灣海峡隧道工程启动的前奏。
2021年2月，中共中央、国务院印发《国家综合立体交通网规划纲要》，规划国家综合立体交通网主骨架布局包括6条主轴，其中京津冀—粤港澳主轴的路径1支线为阜阳经黄山、福州至台北只是設想狀態中。

## 選线
设想中的路线方案有三种，截至目前，北線已在會議中確認，即北隧鐵道佈局，北線因相對最為容易，相關設計已納入國務院正式規劃，在平潭預留海底隧道入口的建築基地，而中線、南線整體優先級雖不如北線，但也被提出可行性研討，是因為其跨海大橋與地形存在相當優勢，目前被選上後，正處於技術驗證的設計階段：
- 北线： 京台高速、京台高速铁路，福州市平潭县东澳村－新竹市南寮漁港，全线僅124公里（約68海浬），是三個方案中最短的路线，因台灣北部的地震帶較少，歷史上亦未發生過超越7級的地震，中間可能有人工島通風，[16]設計已經充分驗證，是專家普遍認可的首選的一期路線。[17]
- 中线：昆台高速鐵路，莆田市南日島－苗栗縣[18]，長度基本與北線相當，因而也被選中，约127km。
- 南线： 319国道厦门市－嘉義縣，经烈嶼（小金門）、金門至澎湖，然後穿越澎湖水道，連接至臺灣本島，全线最長，約174公里，不過到達澎湖以南有海底峽谷，隧道水深也需較深，常有5~6级地震，因此方案還提出過跨海大橋的設計，這是因為在海底的雲彰隆起是水淺地區，深度僅為30到40米，地形適合架設橋梁，加上中部中央山脈的地形阻擋，可避免颱風對橋塔的直接影響，再經類似港珠澳大桥方案潛入海中通往大陸，除可直連到晉江市與泉州與金門、廈門之外，而此線中途更可以設一交流道，以往南接駁往澎湖的公路支線。而從澎湖出發，行經台灣灘地質漸漸穩固後，地形的水深也較淺，同時將大陸沿岸與台海島嶼都全部連接起來，目前提出跨海公路可行性驗證，為遠期規劃中。

## 現況
相較於中国大陸單方面的積極，由於兩岸現實政治對立，且事涉臺灣安全等因素，在中華民國政府内部或主流學界與媒體等從未對此構想有興趣。連接臺灣與澎湖間的海底隧道亦純屬構想，除非兩岸關係改變，該議在臺灣目前現況實現的可能性極低。
2016年3月6日，海基会顧問表示，由於兩岸政治問題，高鐵興建的可能性非常低，修建臺海隧道要牵涉兩岸間的政治互信。
中国大陆及台湾部分舆论认为2021年规划纲要中关于此构想的描述及中国大陆舆论对此的宣传是在短期内改变两岸关系乃至于武力攻台的宣示。
中國大陆方面於2018年聲稱台灣海峽隧道預計於2030年完工。

## 流行文化
- 2035去台湾：在中国大陆流行的歌曲，以2021年规划纲要中宣称的该通道通车时间为题，常被中国大陆当局用作大陆舆论心向两岸统一的证明[25]。